# Riviera méditerranéenne
Pour les articles homonymes, voir Riviera.

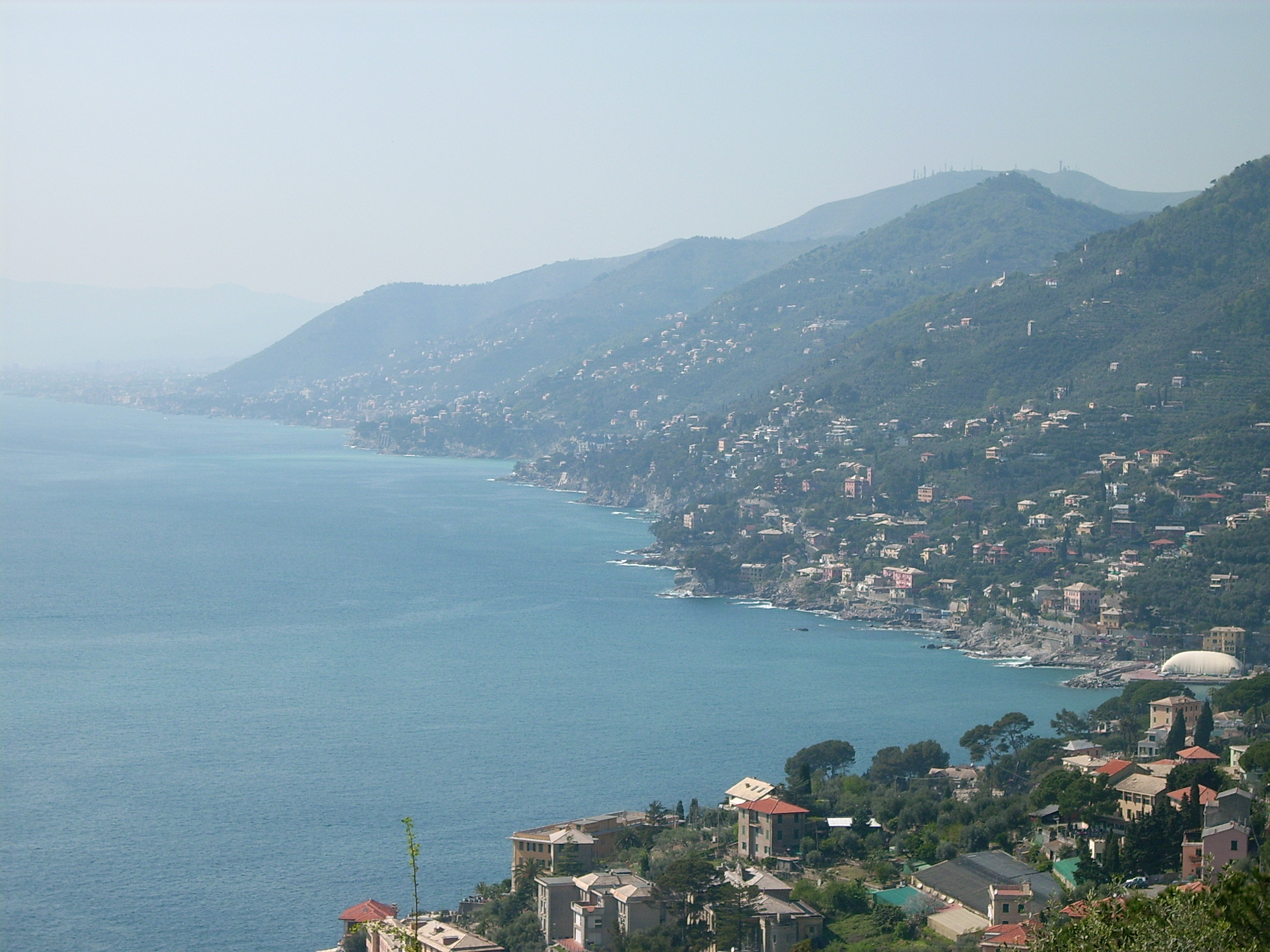
Le Golfo Paradiso, sur la Riviera italienne du Levant.

Riviera est le nom donné à la région côtière de la mer Méditerranée depuis la côte d'Azur en France jusqu'au-delà de La Spezia en Italie, région réputée pour la douceur de son climat, hiver comme été. Une partie est située dans l'Est du département des Alpes-Maritimes et à Monaco, mais la plus grande partie se trouve en Ligurie, dans le golfe de Gênes.

## Origine du nom
Le nom italien riviera est issu du génois, dialecte ligure, qui l'avait lui-même fait dériver du latin ripa, rivage, ou riparia, rive. Il a désigné d'abord les appontements de Gênes, avant de s'étendre à la côte ligure tout entière. L'originalité des paysages de la Riviera réside dans les reliefs accidentés et les falaises abruptes tombant à pic sur une frange littorale étroite et très urbanisée. Dénomination privilégiée par les anglo-saxons, les francophones lui préfèrent celle, plus contemporaine, de Côte d'Azur.
Dès le XVIe siècle, la vogue de la villégiature en bord de mer donna au nom de riviera sa tonalité touristique, au point qu'il devint nom commun et fut utilisé ensuite pour désigner d'autres rivages propices au farniente, par exemple la Riviera del Garda (les rives du lac de Garde), si bien que les Italiens, pour parler de la Riviera, précisent Riviera ligure.

## Délimitation de la Ligure

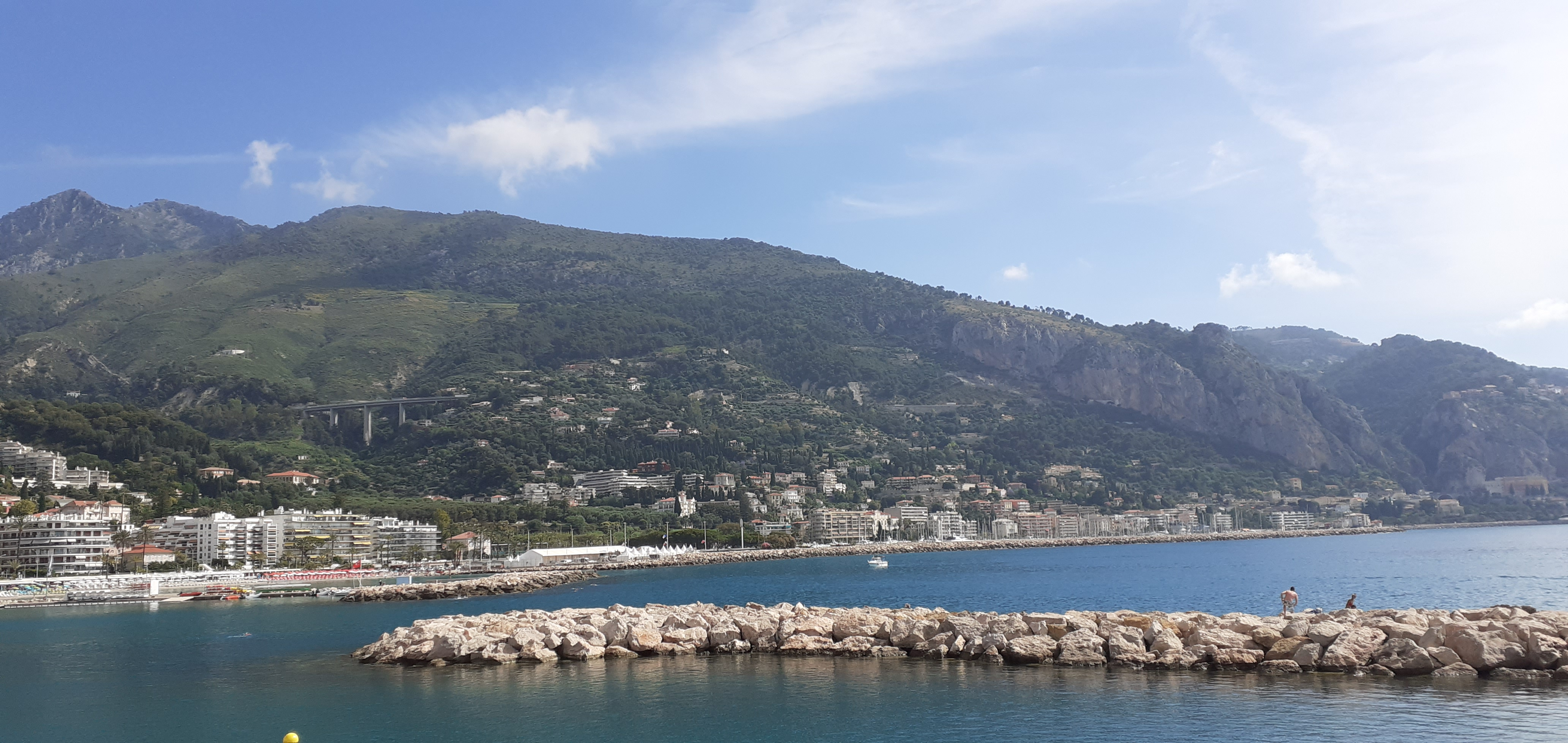
Vue sur la Riviera méditerranéenne de Menton-Garavan à la frontière franco-italienne.

S'agissant d'une dénomination non administrative, la Riviera n'a pas une délimitation indiscutable. Géographiquement parlant, il s'agit de la région côtière du golfe de Gênes, que les Italiens appellent aussi « Mar ligure » (« mer de Ligurie » ou « mer Ligure » en français). Alors que l'archipel toscan (île d'Elbe et voisines) en est la limite naturelle au sud-est, la « mer Ligure » s'ouvre largement sur la Méditerranée à l'ouest coté Français, joignant le cap Ferrat, entre Nice et Menton, à la pointe de la Revellata, près de Calvi, en Corse pouvant en constituer la limite (selon cette convention, la partie orientale du littoral Azuréen dans les Alpes-Maritimes fait partie de la Riviera, tandis que la partie occidentale n'en fait pas partie).

## Un axe de circulation

L'autoroute italienne A 10 à Imperia.

Sa situation entre les Alpes du sud et la Méditerranée fait de la Riviera une sorte de passage obligé entre la Provence, et derrière elle tout le sud de la France et même l'Espagne, et les régions du centre et du sud de l'Italie. Cet « arc méditerranéen », ici canalisé, a une importance économique certaine, et les transports y sont en augmentation constante. Le principal du trafic international s'effectue sur l'axe autoroutier constitué par la jonction de l'autoroute française A8 et l'autoroute italienne A10, au point qu'il est parfois envisagé de doubler ces autoroutes. Le chemin de fer, bien que reliant lui aussi la Provence à la Ligurie, n'assure qu'une faible part du trafic, essentiellement voyageurs, surtout local. Le passage de la frontière, et la différence de gestion entre les chemins de fer nationaux des deux pays (SNCF et FS), sont un lourd handicap. La voie unique entre Vintimille et Gênes en est un autre. Cependant, l'idée d'une ligne ferroviaire à grande vitesse, qui pourrait relier Barcelone et Bordeaux à Gênes, Milan et Rome, est de plus en plus souvent évoquée.

## La Riviera française

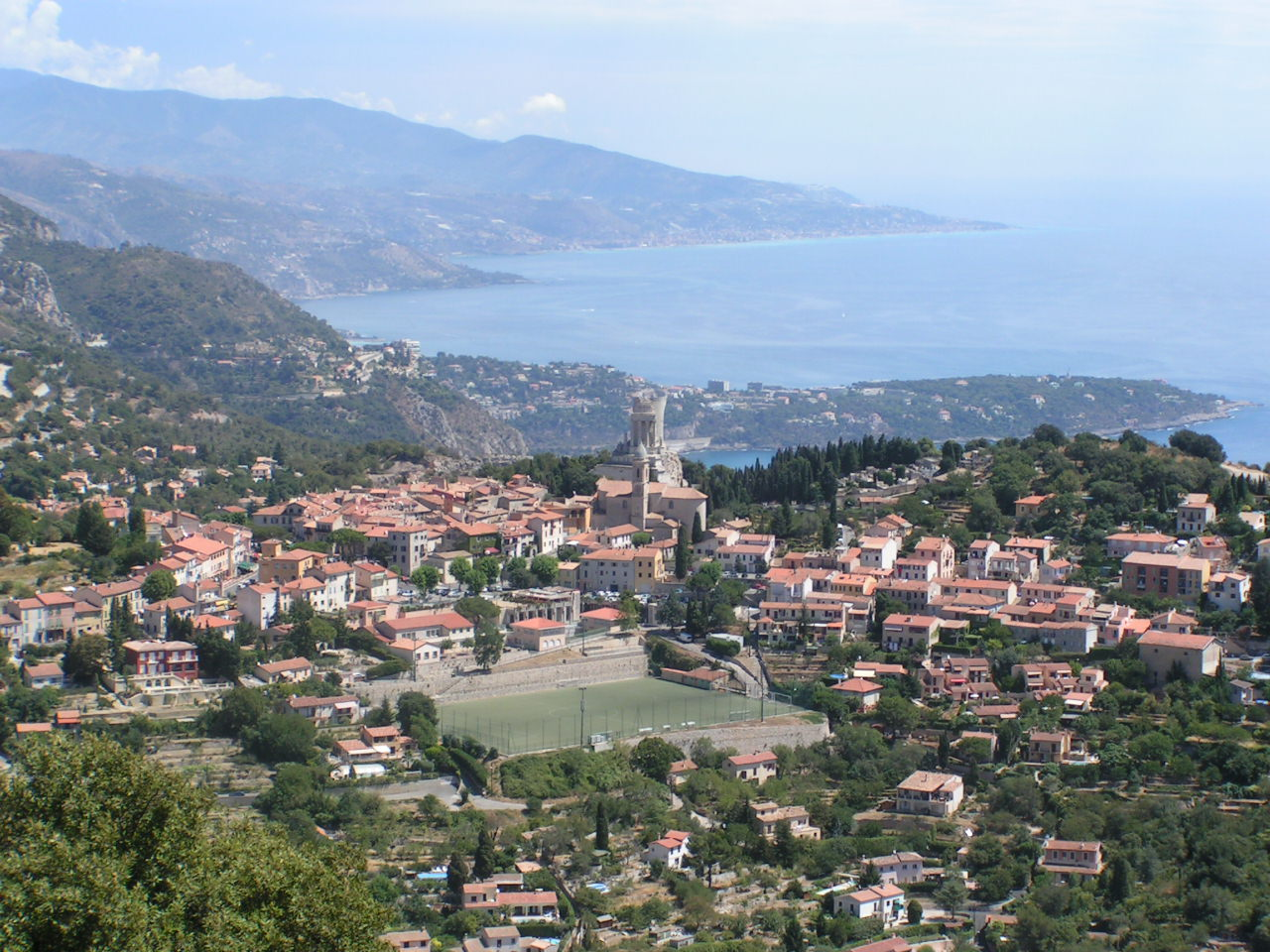
La Turbie et le cap Martin ; au fond, le cap Sant'Ampelio, en Italie.

De Nice jusqu'à la frontière à Menton, la côte est dominée par les Préalpes de Nice, extrémité sud des Alpes maritimes, dont les sommets proches dépassent parfois les 1 000 mètres (Mont Agel, 1 110 m, au-dessus de Monaco, Roc d'Orméa, 1 131 m, au-dessus de Menton). La frange littorale est très étroite (Villefranche-sur-Mer, Beaulieu-sur-Mer, Èze-sur-Mer, Cap d'Ail, Monaco, Roquebrune-Cap-Martin, Menton, Menton-Garavan) et ne s'élargit un peu qu'entre Roquebrune-Cap-Martin et Menton, où de petits fleuves côtiers ouvrent des vallons. 

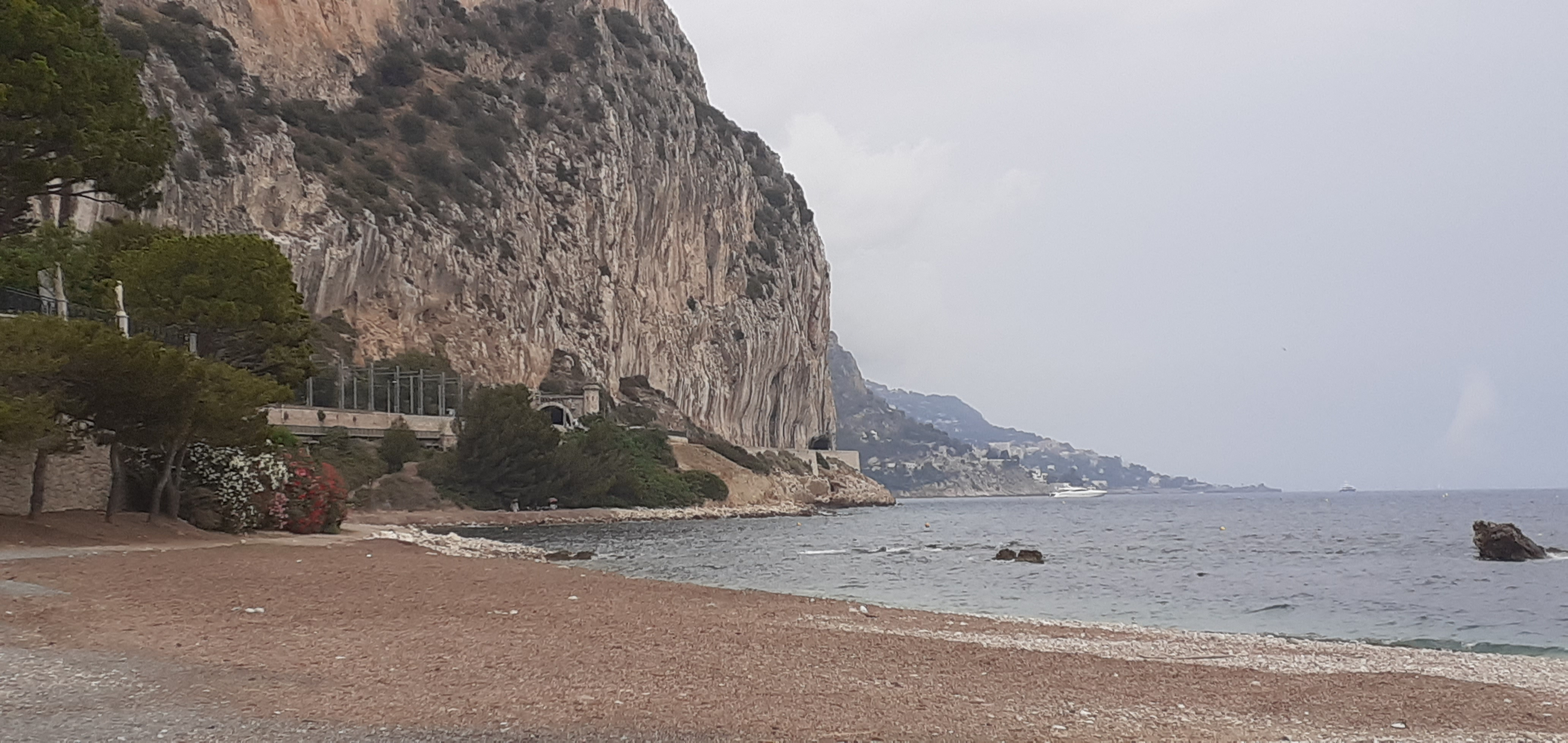
Le littoral de Beaulieu-sur-Mer très étroit avec à gauche la basse corniche (D 6098) et ses falaises, et la voie ferrée entre Nice et Vintimille.

Cette bande étroite est un couloir de circulation important, car il donne accès au seul point de la frontière franco-italienne situé à basse altitude. La nationale 7 et l'autoroute A8 à l'Ouest de Nice par son contournement, peut éviter les détours de la côte en passant dans l'intérieur, sont ici obligées de s'accrocher aux reliefs (les trois Corniches) ; la voie ferrée multiplie les tunnels.
Si l'habitat est important, voire dense, le long du bord de mer entre Nice et Menton, de nombreux petits villages, souvent perchés, égaient le pays côtier : Peille, Peillon, La Turbie, Sainte-Agnès (village littoral le plus haut d'Europe), Gorbio, Castellar. Menton, principale ville de cette zone avec Monaco, a constitué autour d'elle la Communauté d'agglomération de la Riviera française, qui regroupe 10 communes situées dans un triangle dont les sommets sont La Turbie à l'ouest, Menton à l'Est et Moulinet au nord, tandis que la Métropole Nice Côte d'Azur s'entend coté Est par le littoral de Nice jusqu'à Cap-d'Ail à l'entrée de Monaco. 

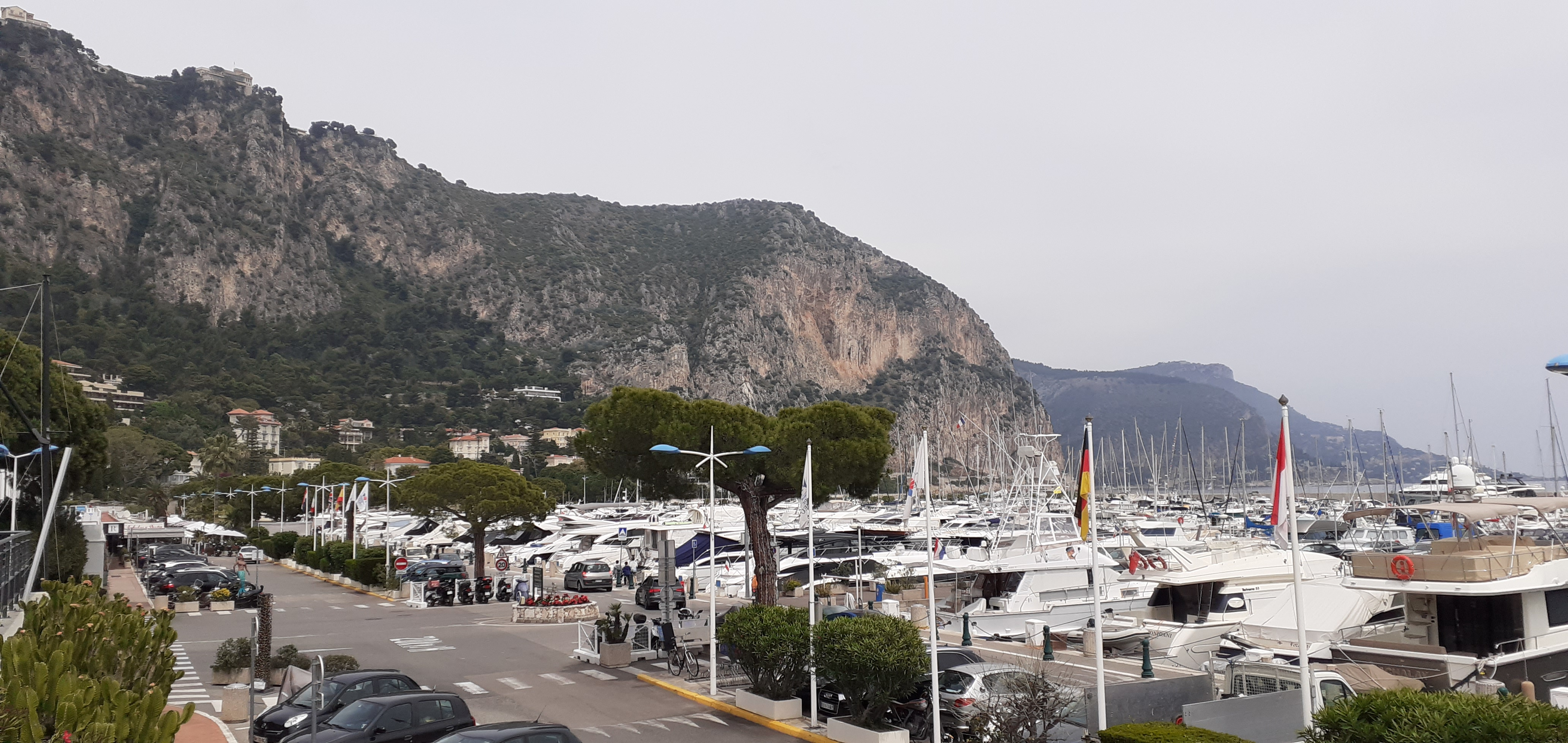
Les falaises qui dominent Beaulieu-sur-Mer sur la Riviera française.

## La Riviera italienne
La Riviera italienne (en italien Riviera ligure) correspond à la zone côtière de la région Ligurie. Elle est centrée sur la ville de Gênes, chef-lieu de la région, qui sépare :
- la Riviera du Ponant (Riviera ligure di Ponente), à l'ouest, qui aligne sur 200 kilomètres de nombreuses localités balnéaires au charme pittoresque et au mode de vie traditionnel, qui ont fait sa célébrité : Vintimille, Bordighera, San Remo, Imperia, Alassio, Albenga, Finale Ligure, Varazze, etc. Elle se subdivise elle-même en :
  - Riviera des Palmiers (Riviera delle Palme) dans la province de Savone,
  - Riviera des fleurs (Riviera dei Fiori) dans la province d'Imperia.

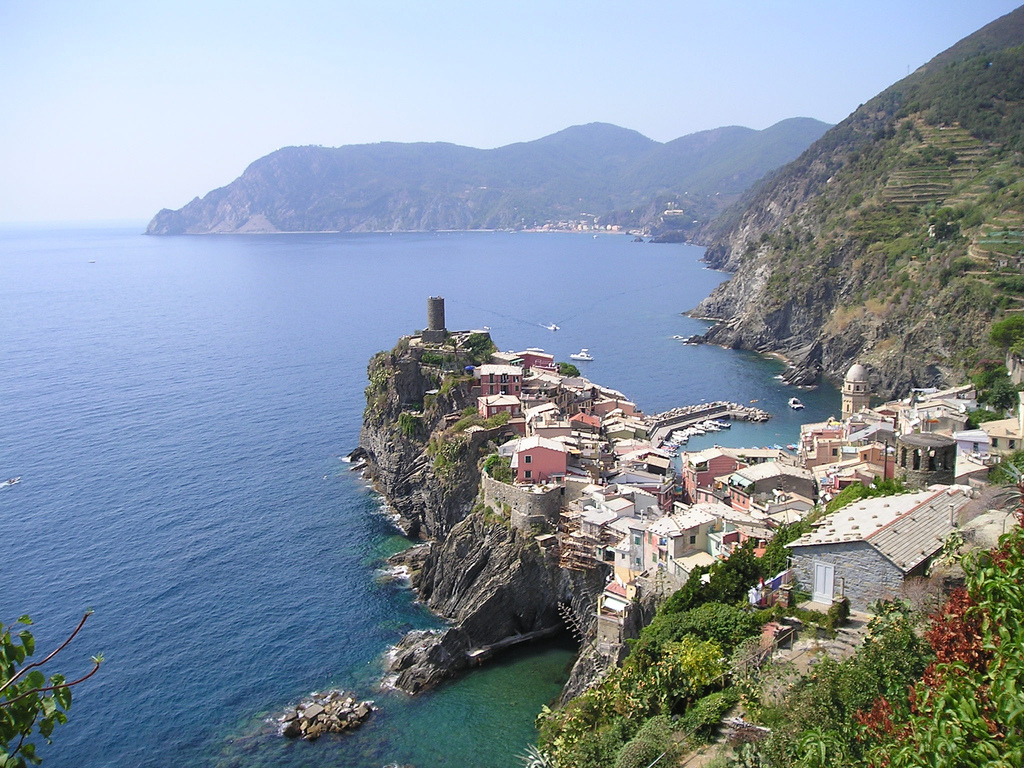
Vernazza, l'une des Cinque Terre.

- la Riviera du Levant (Riviera ligure di Levante), à l'est, qui borde la province de La Spezia, et possède un littoral escarpé de 130 km avec de multiples baies, criques et promontoires rocheux au panorama remarquable où se nichent des villages de pêcheurs (Camogli, Portofino), le golfe de Tigullio, et les Cinque Terre.

En 1997, l’Unesco a inscrit la partie orientale de la Riviera du Levant (Cinque Terre, Porto Venere et l'île de Palmaria) sur sa liste du patrimoine mondial comme paysage culturel.
Comme son homologue française, la Riviera italienne, bien que réduite en largeur par la proximité des massifs montagneux, est un important couloir de circulation, surtout à l'est de Savone :
- la route SS1 (Via Aurelia) suit la côte au plus près, sauf aux environs de la Spezia,
- l'autoroute A10 puis A12 est une succession de viaducs et de tunnels, parfois à chaussée unique, et s'éloigne fréquemment de la côte
- et la voie ferrée est elle aussi très riche en ouvrages d'art, et permet quelques points de vue remarquables sur la côte, notamment sur la Riviera du Levant. Sur la Riviera du Ponant, de nombreux trains en provenance du nord de l'Europe y desservent toutes les localités touristiques sur une ligne dont la mise à double voie n'est toujours pas achevée, plus de trente ans après le début des travaux.

Peu de routes pénètrent dans l'intérieur. Savone et Gênes sont cependant reliées à la haute plaine du Pô par les autoroutes A6, A26 et A7, et par la voie ferrée Turin - Rome.